# Сілвер-Сіті (Нью-Мексико)
Сілвер-Сіті (англ. Silver City) — місто (англ. town) на південному заході США, адміністративний центр округу Грант штату Нью-Мексико. Населення — 9704 особи (2020).

## Географія
Сілвер-Сіті розташований за координатами 32°46′43″ пн. ш. 108°16′10″ зх. д. / 32.77861° пн. ш. 108.26944° зх. д. (32.778581, -108.269409).  За даними Бюро перепису населення США в 2010 році місто мало площу 26,27 км², з яких 26,23 км² — суходіл та 0,04 км² — водойми.

### Клімат
| Клімат : Сілвер-Сіті                         | Клімат : Сілвер-Сіті | Клімат : Сілвер-Сіті | Клімат : Сілвер-Сіті | Клімат : Сілвер-Сіті | Клімат : Сілвер-Сіті | Клімат : Сілвер-Сіті | Клімат : Сілвер-Сіті | Клімат : Сілвер-Сіті | Клімат : Сілвер-Сіті | Клімат : Сілвер-Сіті | Клімат : Сілвер-Сіті | Клімат : Сілвер-Сіті | Клімат : Сілвер-Сіті |
| Показник                                     | Січ.                 | Лют.                 | Бер.                 | Квіт.                | Трав.                | Черв.                | Лип.                 | Серп.                | Вер.                 | Жовт.                | Лист.                | Груд.                | Рік                  |
| Абсолютний максимум, °C                      | 21,7                 | 25,0                 | 27,8                 | 31,1                 | 35,0                 | 38,9                 | 40,6                 | 36,7                 | 36,7                 | 31,7                 | 26,1                 | 24,4                 | 40,6                 |
| Середній максимум, °C                        | 10,4                 | 12,6                 | 14,9                 | 20,1                 | 25,1                 | 30,4                 | 30,8                 | 29,7                 | 27,3                 | 21,8                 | 15,2                 | 10,8                 | 20,8                 |
| Середній мінімум, °C                         | −4,5                 | −3,4                 | −1                   | 2,7                  | 7,1                  | 12,3                 | 15,3                 | 14,3                 | 10,9                 | 5,3                  | −1,1                 | −3,9                 | 4,5                  |
| Абсолютний мінімум, °C                       | −25                  | −17,8                | −12,2                | −7,2                 | −3,9                 | 2,2                  | 8,9                  | 7,8                  | −0,6                 | −6,1                 | −15                  | −18,3                | −25                  |
| Норма опадів, мм                             | 27                   | 29                   | 24                   | 15                   | 9                    | 18                   | 77                   | 76                   | 49                   | 32                   | 19                   | 31                   | 407                  |
| Днів з опадами                               | 5                    | 5                    | 5                    | 3                    | 3                    | 4                    | 12                   | 11                   | 7                    | 4                    | 3                    | 5                    | 67,0                 |
| -------------------------------------------- | -------------------- | -------------------- | -------------------- | -------------------- | -------------------- | -------------------- | -------------------- | -------------------- | -------------------- | -------------------- | -------------------- | -------------------- | -------------------- |
| Джерело: The Western Regional Climate Center |                      |                      |                      |                      |                      |                      |                      |                      |                      |                      |                      |                      |                      |

## Демографія
Згідно з переписом 2010 року, у місті мешкало 10 315 осіб у 4389 домогосподарствах у складі 2559 родин. Густота населення становила 393 особи/км².  Було 4900 помешкань (187/км²).
Расовий склад населення:
| - 81,6 % — білих - 1,4 % — корінних американців - 1,3 % — чорних або афроамериканців - 0,7 % — азіатів - 0,1 % — вихідців з тихоокеанських островів - 12,4 % — осіб інших рас |

До двох чи більше рас належало 2,4 %. Частка іспаномовних становила 52,4 % від усіх жителів.
За віковим діапазоном населення розподілялося таким чином: 22,7 % — особи молодші 18 років, 58,3 % — особи у віці 18—64 років, 19,0 % — особи у віці 65 років та старші. Медіана віку мешканця становила 39,8 року. На 100 осіб жіночої статі у місті припадало 91,3 чоловіків;  на 100 жінок у віці від 18 років та старших — 86,9 чоловіків також старших 18 років.
Середній дохід на одне домашнє господарство  становив 48 607 доларів США (медіана — 36 227), а середній дохід на одну сім'ю — 59 109 доларів (медіана — 43 688). Медіана доходів становила 41 250 доларів для чоловіків та 38 750 доларів для жінок. За межею бідності перебувало 28,0 % осіб, у тому числі 41,6 % дітей у віці до 18 років та 7,8 % осіб у віці 65 років та старших.
Цивільне працевлаштоване населення становило 3972 особи. Основні галузі зайнятості: освіта, охорона здоров'я та соціальна допомога — 32,8 %, мистецтво, розваги та відпочинок — 12,0 %, роздрібна торгівля — 11,6 %.

## Галерея

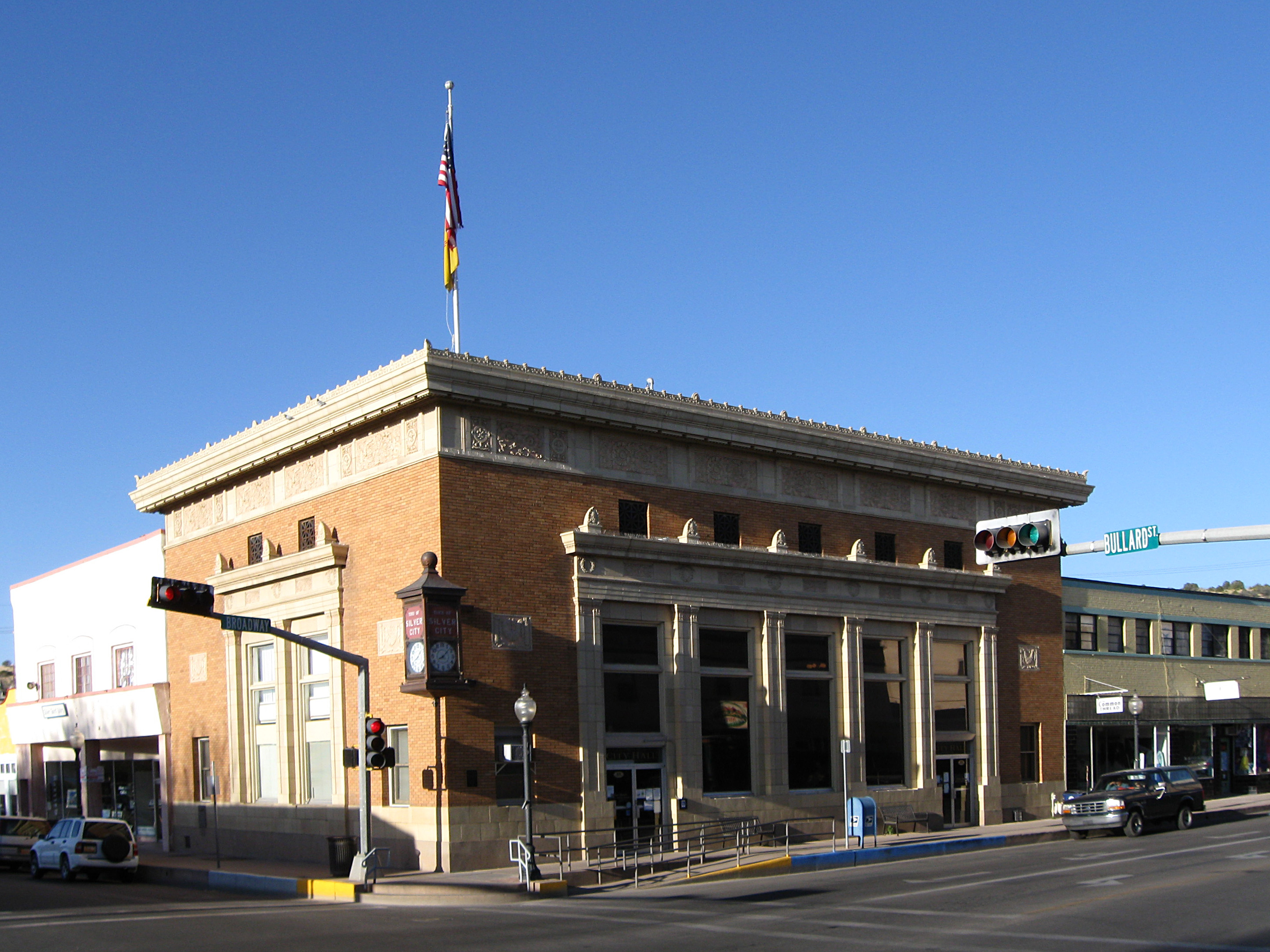
Будівля міської ради
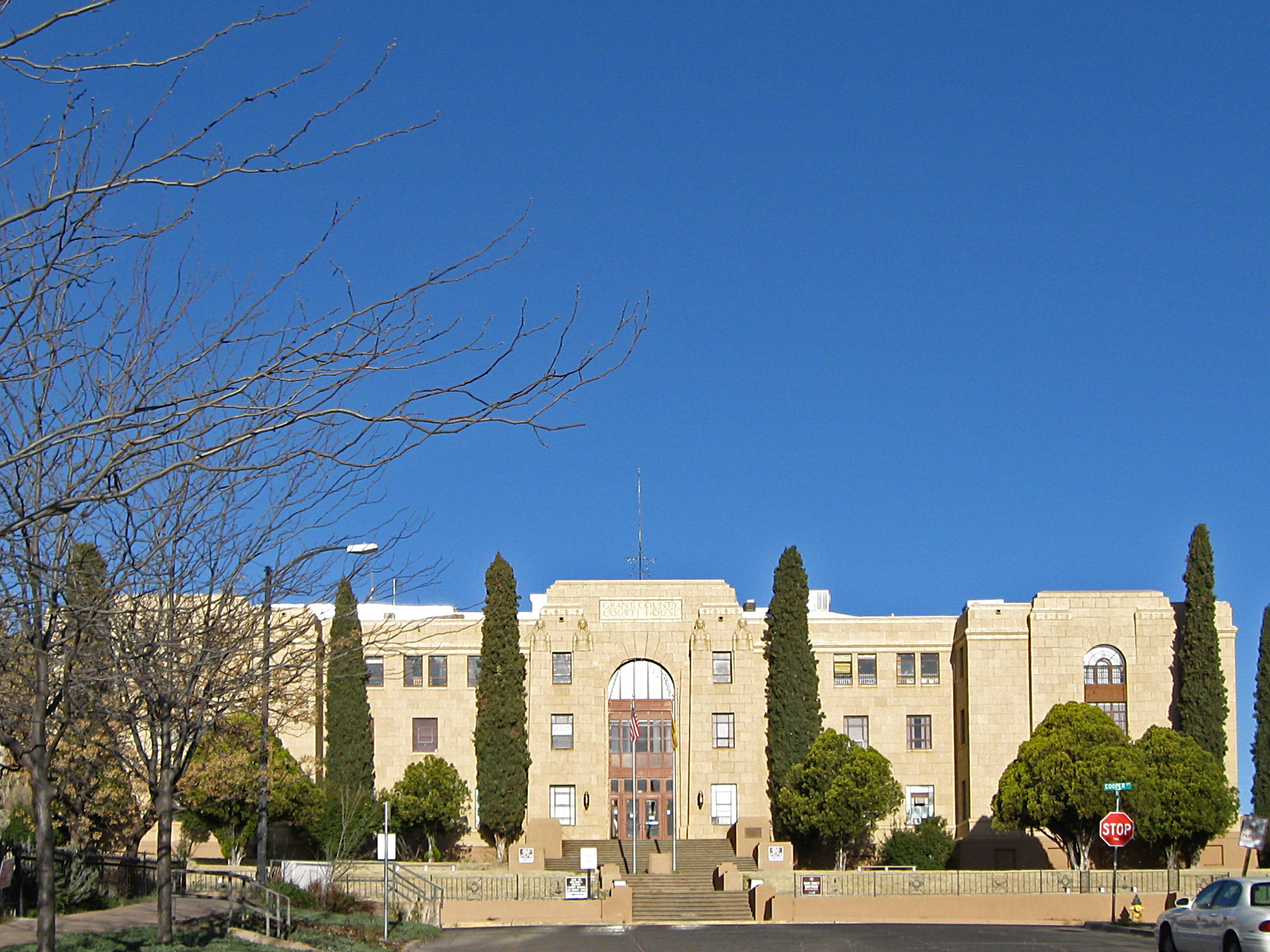
Будівля окружного суду
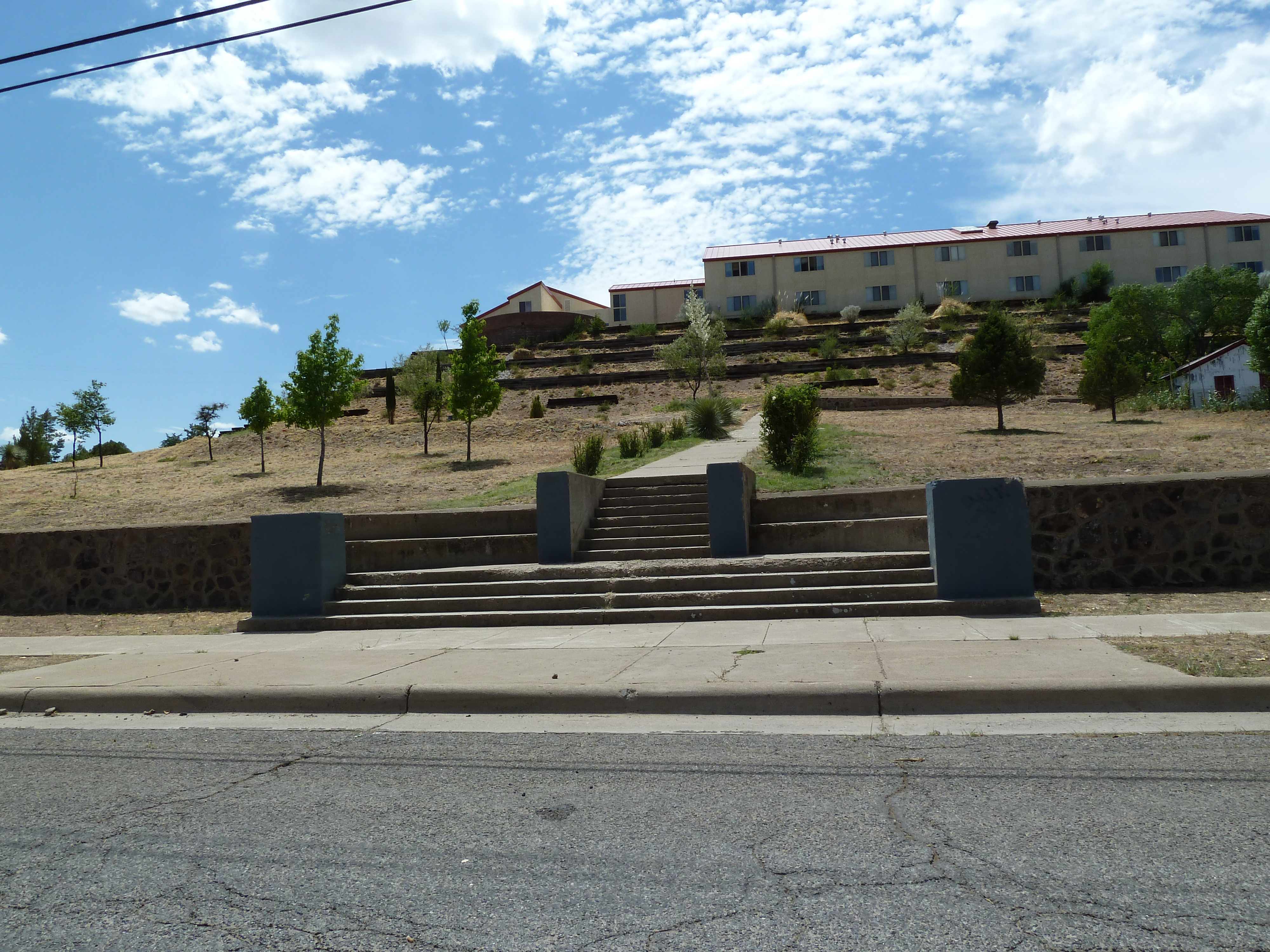
Гуртожиток університету (колишня Western High School)
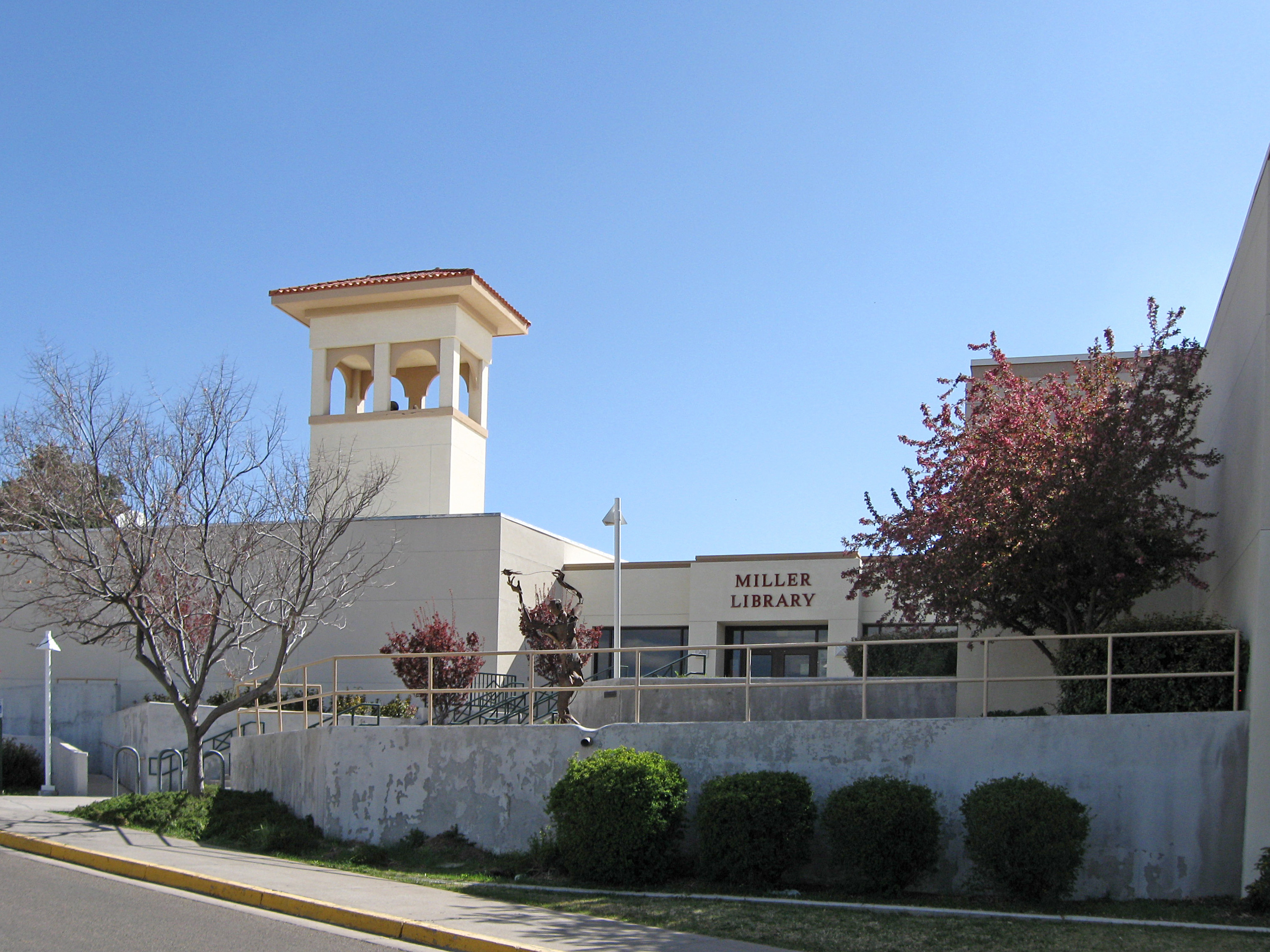
Університетська бібліотека Клойда Міллера
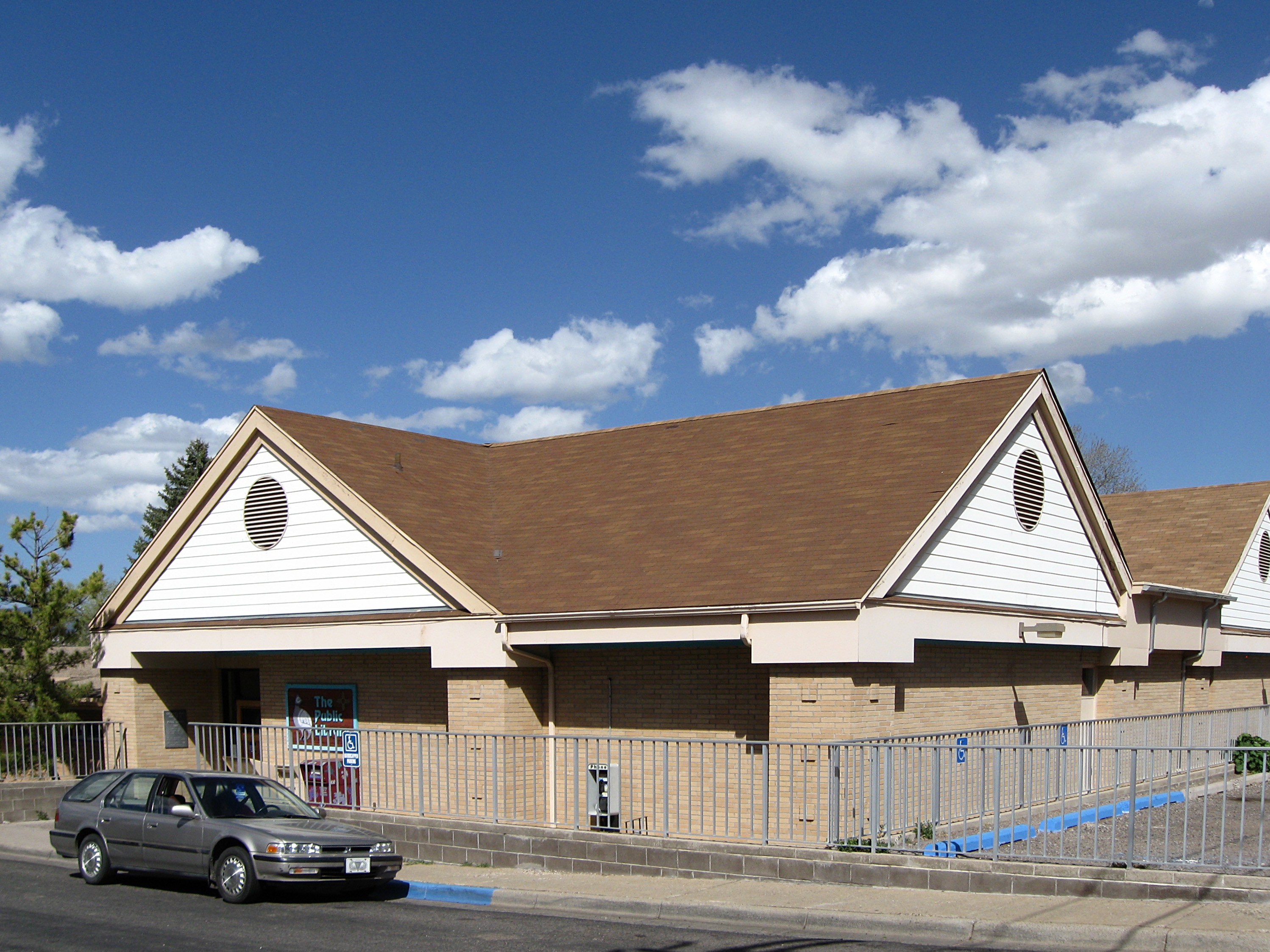
Публічна бібліотека
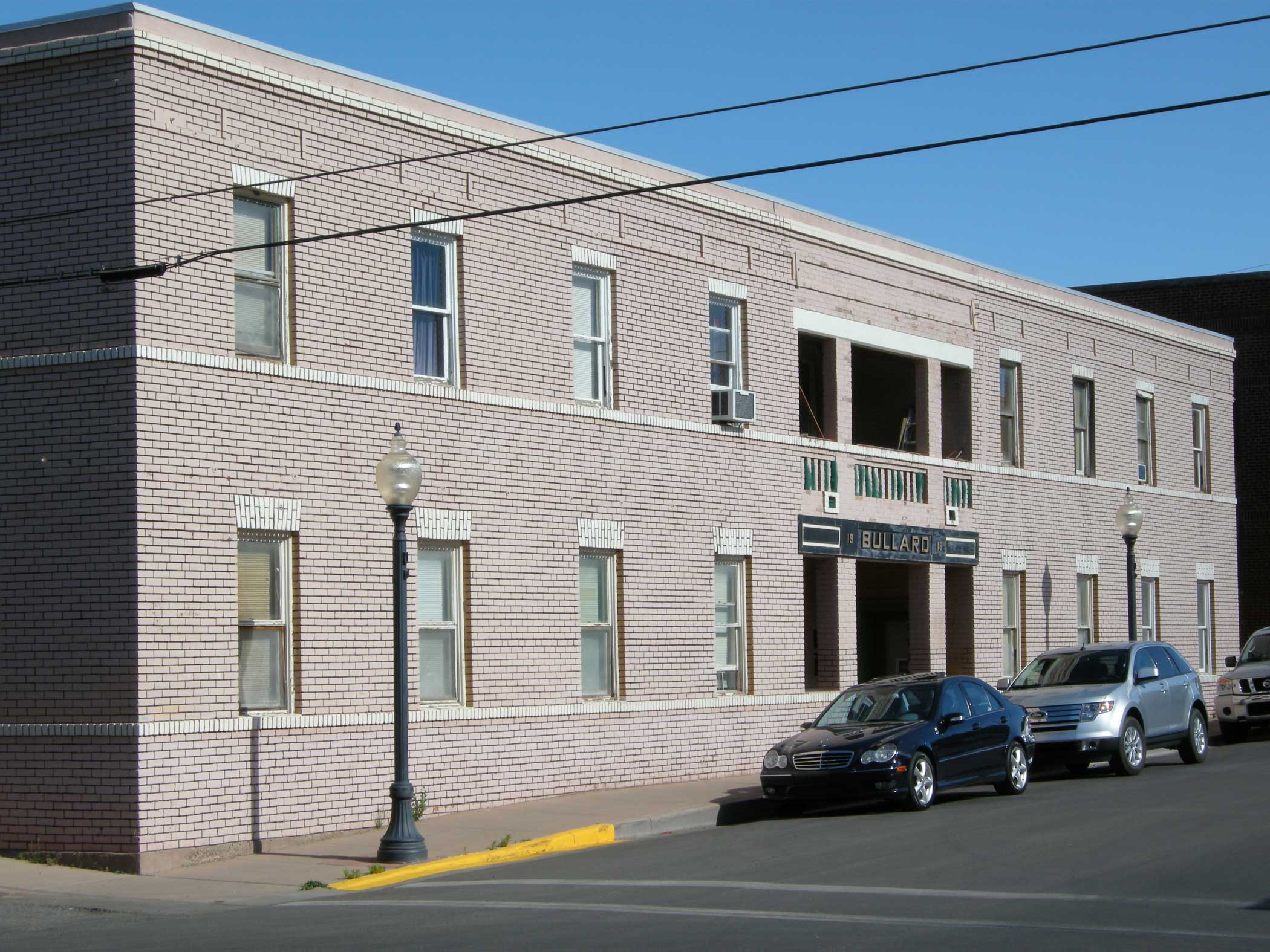
ГотельBullard